# Estrella de Bessèges 2025
La 55.ª edición de la competición ciclista Estrella de Bessèges (llamado oficialmente: Étoile de Bessèges) fue una carrera de ciclismo en ruta por etapas que se celebró entre el 5 y el 9 de febrero de 2025 en Francia con inicio en la ciudad de Bellegarde y final en la ciudad de Alès, sobre una distancia total de 590,745 km.
La carrera formó parte del UCI Europe Tour 2025, calendario ciclístico de los Circuitos Continentales UCI, dentro de la categoría 2.1. El vencedor fue el francés Kévin Vauquelin del Arkéa-B&B Hotels, quien estuvo acompañado en el podio por el belga Dylan Teuns del Cofidis y el luxemburgués Kevin Geniets del Groupama-FDJ, segundo y tercer clasificado respectivamente.

## Equipos participantes
Tomaron parte en la carrera 21 equipos: 10 de categoría UCI WorldTeam invitados por la organización, 7 de categoría UCI ProTeam y 4 de categoría Continental. Formaron así un pelotón de 146 ciclistas de los que acabaron 52. Los equipos participantes fueron:
| WorldTeams (10)- Lidl-Trek - Arkéa-B&B Hotels - EF Education-EasyPost - Cofidis - Alpecin-Deceuninck - Soudal Quick-Step - Groupama-FDJ - Ineos Grenadiers - Decathlon AG2R La Mondiale Team - Red Bull-Bora-Hansgrohe ProTeams (7)- Lotto - Uno-X Mobility - Team TotalEnergies - Team Flanders-Baloise - Unibet Tietema Rockets - Equipo Kern Pharma - Wagner Bazin WB Equipos continentales (4)- Van Rysel-Roubaix - St. Michel-Preference Home-Auber 93 - CIC U Nantes - Nice Métropole Côte d'Azur |
| |

## Recorrido
La Estrella de Bessèges dispuso de cinco etapas dividido en tres etapas llanas, una etapa de montaña, y una contrarreloj individual para un recorrido total de 590,745 kilómetros.
| Etapa     | Fecha    | Recorrido                   | type                    | Distancia (km) | Ganador           | Líder           |
| --------- | -------- | --------------------------- | ----------------------- | -------------- | ----------------- | --------------- |
| 1.ª etapa | 5 de feb | Bellegarde – Bellegarde     | etapa llana             | 159,07         | Paul Magnier      | Paul Magnier    |
| 2.ª etapa | 6 de feb | Domessargues – Marguerittes | etapa llana             | 165,83         | Søren Wærenskjold | Paul Magnier    |
| 3.ª etapa | 7 de feb | Bessèges – Bessèges         | etapa llana             | 164,05         | Arnaud De Lie     | Arnaud De Lie   |
| 4.ª etapa | 8 de feb | Vauvert – Uzès              | etapa de montaña        | 155,73         | Kévin Vauquelin   | Kévin Vauquelin |
| 5.ª etapa | 9 de feb | Alès – Alès                 | contrarreloj individual | 10,645         | Kévin Vauquelin   | Kévin Vauquelin |

## Desarrollo de la carrera

### 1.ª etapa
| Bellegarde - Bellegarde | etapa llana | (159,07 km) |

| \| Clasificación de la etapa \| Clasificación de la etapa \| Clasificación de la etapa \| Clasificación de la etapa \| Clasificación de la etapa \| \| Ciclista \| Ciclista \| Equipo \| Tiempo \| \| \| ------------------------- \| ------------------------- \| ------------------------- \| ------------------------- \| ------------------------- \| \| 1.º \| Paul Magnier \| Soudal Quick-Step \| 3 h 33 min 30 s \| \| \| 2.º \| Jordi Meeus \| Red Bull-Bora-Hansgrohe \| + 0 s \| \| \| 3.º \| Marijn van den Berg \| EF Education-EasyPost \| + 0 s \| \| \| 4.º \| Maxim Van Gils \| Red Bull-Bora-Hansgrohe \| + 0 s \| \| \| 5.º \| Timo Kielich \| Alpecin-Deceuninck \| + 0 s \| \| \| 6.º \| Sandy Dujardin \| Team TotalEnergies \| + 0 s \| \| \| 7.º \| Arnaud De Lie \| Lotto \| + 2 s \| \| \| 8.º \| Jan Tratnik \| Red Bull-Bora-Hansgrohe \| + 2 s \| \| \| 9.º \| Axel Laurance \| Ineos Grenadiers \| + 2 s \| \| \| 10.º \| Lukáš Kubiš \| Unibet Tietema Rockets \| + 2 s \| \| |                     |                         |                 |
| |                     |                         |                 |
| |                     |                         |                 |
| Clasificación de la etapa |                     |                         |                 |
| Ciclista | Ciclista            | Equipo                  | Tiempo          |
| 1.º | Paul Magnier        | Soudal Quick-Step       | 3 h 33 min 30 s |
| 2.º | Jordi Meeus         | Red Bull-Bora-Hansgrohe | + 0 s           |
| 3.º | Marijn van den Berg | EF Education-EasyPost   | + 0 s           |
| 4.º | Maxim Van Gils      | Red Bull-Bora-Hansgrohe | + 0 s           |
| 5.º | Timo Kielich        | Alpecin-Deceuninck      | + 0 s           |
| 6.º | Sandy Dujardin      | Team TotalEnergies      | + 0 s           |
| 7.º | Arnaud De Lie       | Lotto                   | + 2 s           |
| 8.º | Jan Tratnik         | Red Bull-Bora-Hansgrohe | + 2 s           |
| 9.º | Axel Laurance       | Ineos Grenadiers        | + 2 s           |
| 10.º | Lukáš Kubiš         | Unibet Tietema Rockets  | + 2 s           |

| \| Clasificación general \| Clasificación general \| Clasificación general \| Clasificación general \| Clasificación general \| \| Ciclista \| Ciclista \| Equipo \| Tiempo \| \| \| --------------------- \| --------------------- \| ----------------------- \| --------------------- \| --------------------- \| \| 1.º \| Paul Magnier \| Soudal Quick-Step \| 3 h 33 min 19 s \| \| \| 2.º \| Jordi Meeus \| Red Bull-Bora-Hansgrohe \| + 4 s \| \| \| 3.º \| Marijn van den Berg \| EF Education-EasyPost \| + 6 s \| \| \| 4.º \| Maxim Van Gils \| Red Bull-Bora-Hansgrohe \| + 10 s \| \| \| 5.º \| Timo Kielich \| Alpecin-Deceuninck \| + 10 s \| \| \| 6.º \| Sandy Dujardin \| Team TotalEnergies \| + 12 s \| \| \| 7.º \| Arnaud De Lie \| Lotto \| + 12 s \| \| \| 8.º \| Jan Tratnik \| Red Bull-Bora-Hansgrohe \| + 12 s \| \| \| 9.º \| Axel Laurance \| Ineos Grenadiers \| + 12 s \| \| \| 10.º \| Lukáš Kubiš \| Unibet Tietema Rockets \| + 12 s \| \| |                     |                         |                 |
| |                     |                         |                 |
| |                     |                         |                 |
| Clasificación general |                     |                         |                 |
| Ciclista | Ciclista            | Equipo                  | Tiempo          |
| 1.º | Paul Magnier        | Soudal Quick-Step       | 3 h 33 min 19 s |
| 2.º | Jordi Meeus         | Red Bull-Bora-Hansgrohe | + 4 s           |
| 3.º | Marijn van den Berg | EF Education-EasyPost   | + 6 s           |
| 4.º | Maxim Van Gils      | Red Bull-Bora-Hansgrohe | + 10 s          |
| 5.º | Timo Kielich        | Alpecin-Deceuninck      | + 10 s          |
| 6.º | Sandy Dujardin      | Team TotalEnergies      | + 12 s          |
| 7.º | Arnaud De Lie       | Lotto                   | + 12 s          |
| 8.º | Jan Tratnik         | Red Bull-Bora-Hansgrohe | + 12 s          |
| 9.º | Axel Laurance       | Ineos Grenadiers        | + 12 s          |
| 10.º | Lukáš Kubiš         | Unibet Tietema Rockets  | + 12 s          |

### 2.ª etapa
| Domessargues - Marguerittes | etapa llana | (165,83 km) |

| \| Clasificación de la etapa \| Clasificación de la etapa \| Clasificación de la etapa \| Clasificación de la etapa \| Clasificación de la etapa \| \| Ciclista \| Ciclista \| Equipo \| Tiempo \| \| \| ------------------------- \| ------------------------- \| -------------------------- \| ------------------------- \| ------------------------- \| \| 1.º \| Søren Wærenskjold \| Uno-X Mobility \| 3 h 58 min 14 s \| \| \| 2.º \| Arnaud Démare \| Arkéa-B&B Hotels \| + 0 s \| \| \| 3.º \| Paul Magnier \| Soudal Quick-Step \| + 0 s \| \| \| 4.º \| Jordi Meeus \| Red Bull-Bora-Hansgrohe \| + 1 s \| \| \| 5.º \| Axel Laurance \| Ineos Grenadiers \| + 0 s \| \| \| 6.º \| Paul Penhoët \| Groupama-FDJ \| + 0 s \| \| \| 7.º \| Madis Mihkels \| EF Education-EasyPost \| + 0 s \| \| \| 8.º \| Sandy Dujardin \| Team TotalEnergies \| + 0 s \| \| \| 9.º \| Sam Bennett \| Decathlon-AG2R La Mondiale \| + 0 s \| \| \| 10.º \| Axel Huens \| Unibet Tietema Rockets \| + 0 s \| \| |                   |                            |                 |
| |                   |                            |                 |
| |                   |                            |                 |
| Clasificación de la etapa |                   |                            |                 |
| Ciclista | Ciclista          | Equipo                     | Tiempo          |
| 1.º | Søren Wærenskjold | Uno-X Mobility             | 3 h 58 min 14 s |
| 2.º | Arnaud Démare     | Arkéa-B&B Hotels           | + 0 s           |
| 3.º | Paul Magnier      | Soudal Quick-Step          | + 0 s           |
| 4.º | Jordi Meeus       | Red Bull-Bora-Hansgrohe    | + 1 s           |
| 5.º | Axel Laurance     | Ineos Grenadiers           | + 0 s           |
| 6.º | Paul Penhoët      | Groupama-FDJ               | + 0 s           |
| 7.º | Madis Mihkels     | EF Education-EasyPost      | + 0 s           |
| 8.º | Sandy Dujardin    | Team TotalEnergies         | + 0 s           |
| 9.º | Sam Bennett       | Decathlon-AG2R La Mondiale | + 0 s           |
| 10.º | Axel Huens        | Unibet Tietema Rockets     | + 0 s           |

| \| Clasificación general \| Clasificación general \| Clasificación general \| Clasificación general \| Clasificación general \| \| Ciclista \| Ciclista \| Equipo \| Tiempo \| \| \| --------------------- \| --------------------- \| ----------------------- \| --------------------- \| --------------------- \| \| 1.º \| Paul Magnier \| Soudal Quick-Step \| 7 h 11 min 09 s \| \| \| 2.º \| Jordi Meeus \| Red Bull-Bora-Hansgrohe \| + 8 s \| \| \| 3.º \| Marijn van den Berg \| EF Education-EasyPost \| + 10 s \| \| \| 4.º \| Sandy Dujardin \| Team TotalEnergies \| + 14 s \| \| \| 5.º \| Timo Kielich \| Alpecin-Deceuninck \| + 14 s \| \| \| 6.º \| Axel Laurance \| Ineos Grenadiers \| + 16 s \| \| \| 7.º \| Paul Penhoët \| Groupama-FDJ \| + 16 s \| \| \| 8.º \| Valentin Tabellion \| Van Rysel-Roubaix \| + 16 s \| \| \| 9.º \| Lukáš Kubiš \| Unibet Tietema Rockets \| + 16 s \| \| \| 10.º \| Kévin Vauquelin \| Arkéa-B&B Hotels \| + 16 s \| \| |                     |                         |                 |
| |                     |                         |                 |
| |                     |                         |                 |
| Clasificación general |                     |                         |                 |
| Ciclista | Ciclista            | Equipo                  | Tiempo          |
| 1.º | Paul Magnier        | Soudal Quick-Step       | 7 h 11 min 09 s |
| 2.º | Jordi Meeus         | Red Bull-Bora-Hansgrohe | + 8 s           |
| 3.º | Marijn van den Berg | EF Education-EasyPost   | + 10 s          |
| 4.º | Sandy Dujardin      | Team TotalEnergies      | + 14 s          |
| 5.º | Timo Kielich        | Alpecin-Deceuninck      | + 14 s          |
| 6.º | Axel Laurance       | Ineos Grenadiers        | + 16 s          |
| 7.º | Paul Penhoët        | Groupama-FDJ            | + 16 s          |
| 8.º | Valentin Tabellion  | Van Rysel-Roubaix       | + 16 s          |
| 9.º | Lukáš Kubiš         | Unibet Tietema Rockets  | + 16 s          |
| 10.º | Kévin Vauquelin     | Arkéa-B&B Hotels        | + 16 s          |

### 3.ª etapa
| Bessèges - Bessèges | etapa llana | (164,05 km) |

| \| Clasificación de la etapa \| Clasificación de la etapa \| Clasificación de la etapa \| Clasificación de la etapa \| Clasificación de la etapa \| \| Ciclista \| Ciclista \| Equipo \| Tiempo \| \| \| ------------------------- \| ------------------------- \| ----------------------------------- \| ------------------------- \| ------------------------- \| \| 1.º \| Arnaud De Lie \| Lotto \| 2 h 27 min 45 s \| \| \| 2.º \| Arnaud Démare \| Arkéa-B&B Hotels \| + 0 s \| \| \| 3.º \| Paul Penhoët \| Groupama-FDJ \| + 0 s \| \| \| 4.º \| Ronan Augé \| CIC U Nantes \| + 0 s \| \| \| 5.º \| Alan Riou \| St. Michel-Preference Home-Auber 93 \| + 0 s \| \| \| 6.º \| Théo Delacroix \| St. Michel-Preference Home-Auber 93 \| + 0 s \| \| \| 7.º \| Giacomo Villa \| Wagner Bazin WB \| + 0 s \| \| \| 8.º \| Damien Touzé \| Cofidis \| + 0 s \| \| \| 9.º \| Elias Maris \| Team Flanders-Baloise \| + 0 s \| \| \| 10.º \| Valentin Tabellion \| Van Rysel-Roubaix \| + 0 s \| \| |                    |                                     |                 |
| |                    |                                     |                 |
| |                    |                                     |                 |
| Clasificación de la etapa |                    |                                     |                 |
| Ciclista | Ciclista           | Equipo                              | Tiempo          |
| 1.º | Arnaud De Lie      | Lotto                               | 2 h 27 min 45 s |
| 2.º | Arnaud Démare      | Arkéa-B&B Hotels                    | + 0 s           |
| 3.º | Paul Penhoët       | Groupama-FDJ                        | + 0 s           |
| 4.º | Ronan Augé         | CIC U Nantes                        | + 0 s           |
| 5.º | Alan Riou          | St. Michel-Preference Home-Auber 93 | + 0 s           |
| 6.º | Théo Delacroix     | St. Michel-Preference Home-Auber 93 | + 0 s           |
| 7.º | Giacomo Villa      | Wagner Bazin WB                     | + 0 s           |
| 8.º | Damien Touzé       | Cofidis                             | + 0 s           |
| 9.º | Elias Maris        | Team Flanders-Baloise               | + 0 s           |
| 10.º | Valentin Tabellion | Van Rysel-Roubaix                   | + 0 s           |

| \| Clasificación general \| Clasificación general \| Clasificación general \| Clasificación general \| Clasificación general \| \| Ciclista \| Ciclista \| Equipo \| Tiempo \| \| \| --------------------- \| --------------------- \| --------------------- \| --------------------- \| --------------------- \| \| 1.º \| Arnaud De Lie \| Lotto \| 9 h 59 min 00 s \| \| \| 2.º \| Paul Penhoët \| Groupama-FDJ \| + 6 s \| \| \| 3.º \| Sandy Dujardin \| Team TotalEnergies \| + 8 s \| \| \| 4.º \| Valentin Tabellion \| Van Rysel-Roubaix \| + 10 s \| \| \| 5.º \| Kévin Vauquelin \| Arkéa-B&B Hotels \| + 10 s \| \| \| 6.º \| Pierre Latour \| Team TotalEnergies \| + 10 s \| \| \| 7.º \| Kevin Geniets \| Groupama-FDJ \| + 10 s \| \| \| 8.º \| Vincent Van Hemelen \| Team Flanders-Baloise \| + 13 s \| \| \| 9.º \| Alex Colman \| Team Flanders-Baloise \| + 14 s \| \| \| 10.º \| Dylan Vandenstorme \| Team Flanders-Baloise \| + 14 s \| \| |                     |                       |                 |
| |                     |                       |                 |
| |                     |                       |                 |
| Clasificación general |                     |                       |                 |
| Ciclista | Ciclista            | Equipo                | Tiempo          |
| 1.º | Arnaud De Lie       | Lotto                 | 9 h 59 min 00 s |
| 2.º | Paul Penhoët        | Groupama-FDJ          | + 6 s           |
| 3.º | Sandy Dujardin      | Team TotalEnergies    | + 8 s           |
| 4.º | Valentin Tabellion  | Van Rysel-Roubaix     | + 10 s          |
| 5.º | Kévin Vauquelin     | Arkéa-B&B Hotels      | + 10 s          |
| 6.º | Pierre Latour       | Team TotalEnergies    | + 10 s          |
| 7.º | Kevin Geniets       | Groupama-FDJ          | + 10 s          |
| 8.º | Vincent Van Hemelen | Team Flanders-Baloise | + 13 s          |
| 9.º | Alex Colman         | Team Flanders-Baloise | + 14 s          |
| 10.º | Dylan Vandenstorme  | Team Flanders-Baloise | + 14 s          |

### 4.ª etapa
| Vauvert - Uzès | etapa de montaña | (155,73 km) |

| \| Clasificación de la etapa \| Clasificación de la etapa \| Clasificación de la etapa \| Clasificación de la etapa \| Clasificación de la etapa \| \| Ciclista \| Ciclista \| Equipo \| Tiempo \| \| \| ------------------------- \| ------------------------- \| ----------------------------------- \| ------------------------- \| ------------------------- \| \| 1.º \| Kévin Vauquelin \| Arkéa-B&B Hotels \| 3 h 06 min 33 s \| \| \| 2.º \| Thomas Champion \| St. Michel-Preference Home-Auber 93 \| + 26 s \| \| \| 3.º \| Nicolas Breuillard \| St. Michel-Preference Home-Auber 93 \| + 41 s \| \| \| 4.º \| Kevin Geniets \| Groupama-FDJ \| + 47 s \| \| \| 5.º \| Dylan Teuns \| Cofidis \| + 47 s \| \| \| 6.º \| Théo Delacroix \| St. Michel-Preference Home-Auber 93 \| + 56 s \| \| \| 7.º \| Damien Touzé \| Cofidis \| + 1 min 01 s \| \| \| 8.º \| Andrea Mifsud \| Nice Métropole Côte d'Azur \| + 1 min 01 s \| \| \| 9.º \| Pierre Latour \| Team TotalEnergies \| + 1 min 01 s \| \| \| 10.º \| Thibault Guernalec \| Arkéa-B&B Hotels \| + 1 min 08 s \| \| |                    |                                     |                 |
| |                    |                                     |                 |
| |                    |                                     |                 |
| Clasificación de la etapa |                    |                                     |                 |
| Ciclista | Ciclista           | Equipo                              | Tiempo          |
| 1.º | Kévin Vauquelin    | Arkéa-B&B Hotels                    | 3 h 06 min 33 s |
| 2.º | Thomas Champion    | St. Michel-Preference Home-Auber 93 | + 26 s          |
| 3.º | Nicolas Breuillard | St. Michel-Preference Home-Auber 93 | + 41 s          |
| 4.º | Kevin Geniets      | Groupama-FDJ                        | + 47 s          |
| 5.º | Dylan Teuns        | Cofidis                             | + 47 s          |
| 6.º | Théo Delacroix     | St. Michel-Preference Home-Auber 93 | + 56 s          |
| 7.º | Damien Touzé       | Cofidis                             | + 1 min 01 s    |
| 8.º | Andrea Mifsud      | Nice Métropole Côte d'Azur          | + 1 min 01 s    |
| 9.º | Pierre Latour      | Team TotalEnergies                  | + 1 min 01 s    |
| 10.º | Thibault Guernalec | Arkéa-B&B Hotels                    | + 1 min 08 s    |

| \| Clasificación general \| Clasificación general \| Clasificación general \| Clasificación general \| Clasificación general \| \| Ciclista \| Ciclista \| Equipo \| Tiempo \| \| \| --------------------- \| --------------------- \| ----------------------------------- \| --------------------- \| --------------------- \| \| 1.º \| Kévin Vauquelin \| Arkéa-B&B Hotels \| 13 h 05 min 33 s \| \| \| 2.º \| Nicolas Breuillard \| St. Michel-Preference Home-Auber 93 \| + 51 s \| \| \| 3.º \| Kevin Geniets \| Groupama-FDJ \| + 57 s \| \| \| 4.º \| Dylan Teuns \| Cofidis \| + 1 min 01 s \| \| \| 5.º \| Thomas Champion \| St. Michel-Preference Home-Auber 93 \| + 1 min 10 s \| \| \| 6.º \| Pierre Latour \| Team TotalEnergies \| + 1 min 11 s \| \| \| 7.º \| Damien Touzé \| Cofidis \| + 1 min 19 s \| \| \| 8.º \| Thibault Guernalec \| Arkéa-B&B Hotels \| + 1 min 31 s \| \| \| 9.º \| Vincent Van Hemelen \| Team Flanders-Baloise \| + 1 min 51 s \| \| \| 10.º \| Théo Delacroix \| St. Michel-Preference Home-Auber 93 \| + 1 min 52 s \| \| |                     |                                     |                  |
| |                     |                                     |                  |
| |                     |                                     |                  |
| Clasificación general |                     |                                     |                  |
| Ciclista | Ciclista            | Equipo                              | Tiempo           |
| 1.º | Kévin Vauquelin     | Arkéa-B&B Hotels                    | 13 h 05 min 33 s |
| 2.º | Nicolas Breuillard  | St. Michel-Preference Home-Auber 93 | + 51 s           |
| 3.º | Kevin Geniets       | Groupama-FDJ                        | + 57 s           |
| 4.º | Dylan Teuns         | Cofidis                             | + 1 min 01 s     |
| 5.º | Thomas Champion     | St. Michel-Preference Home-Auber 93 | + 1 min 10 s     |
| 6.º | Pierre Latour       | Team TotalEnergies                  | + 1 min 11 s     |
| 7.º | Damien Touzé        | Cofidis                             | + 1 min 19 s     |
| 8.º | Thibault Guernalec  | Arkéa-B&B Hotels                    | + 1 min 31 s     |
| 9.º | Vincent Van Hemelen | Team Flanders-Baloise               | + 1 min 51 s     |
| 10.º | Théo Delacroix      | St. Michel-Preference Home-Auber 93 | + 1 min 52 s     |

### 5.ª etapa
| Alès - Alès | contrarreloj individual | (10,645 km) |

| \| Clasificación de la etapa \| Clasificación de la etapa \| Clasificación de la etapa \| Clasificación de la etapa \| Clasificación de la etapa \| \| Ciclista \| Ciclista \| Equipo \| Tiempo \| \| \| ------------------------- \| ------------------------- \| -------------------------------- \| ------------------------- \| ------------------------- \| \| 1.º \| Kévin Vauquelin \| Arkéa-B&B Hotels \| 15 min 07 s \| \| \| 2.º \| Rémi Cavagna \| Groupama-FDJ \| + 18 s \| \| \| 3.º \| Dylan Teuns \| Cofidis \| + 21 s \| \| \| 4.º \| Thibault Guernalec \| Arkéa-B&B Hotels \| + 23 s \| \| \| 5.º \| Maxime Decomble \| Équipe continentale Groupama-FDJ \| + 25 s \| \| \| 6.º \| Vincent Van Hemelen \| Team Flanders-Baloise \| + 28 s \| \| \| 7.º \| Pierre Latour \| Team TotalEnergies \| + 35 s \| \| \| 8.º \| Kevin Geniets \| Groupama-FDJ \| + 37 s \| \| \| 9.º \| Damien Touzé \| Cofidis \| + 43 s \| \| \| 10.º \| Oliver Knight \| Cofidis \| + 44 s \| \| |                     |                                  |             |
| |                     |                                  |             |
| |                     |                                  |             |
| Clasificación de la etapa |                     |                                  |             |
| Ciclista | Ciclista            | Equipo                           | Tiempo      |
| 1.º | Kévin Vauquelin     | Arkéa-B&B Hotels                 | 15 min 07 s |
| 2.º | Rémi Cavagna        | Groupama-FDJ                     | + 18 s      |
| 3.º | Dylan Teuns         | Cofidis                          | + 21 s      |
| 4.º | Thibault Guernalec  | Arkéa-B&B Hotels                 | + 23 s      |
| 5.º | Maxime Decomble     | Équipe continentale Groupama-FDJ | + 25 s      |
| 6.º | Vincent Van Hemelen | Team Flanders-Baloise            | + 28 s      |
| 7.º | Pierre Latour       | Team TotalEnergies               | + 35 s      |
| 8.º | Kevin Geniets       | Groupama-FDJ                     | + 37 s      |
| 9.º | Damien Touzé        | Cofidis                          | + 43 s      |
| 10.º | Oliver Knight       | Cofidis                          | + 44 s      |

## Clasificaciones finales
- Las clasificaciones finalizaron de la siguiente forma:[5]

### Clasificación general
| \| Clasificación general \| Clasificación general \| Clasificación general \| Clasificación general \| Clasificación general \| \| Ciclista \| Ciclista \| Equipo \| Tiempo \| \| \| --------------------- \| --------------------- \| ----------------------------------- \| --------------------- \| --------------------- \| \| 1.º \| Kévin Vauquelin \| Arkéa-B&B Hotels \| 13 h 20 min 40 s \| \| \| 2.º \| Dylan Teuns \| Cofidis \| + 1 min 22 s \| \| \| 3.º \| Kevin Geniets \| Groupama-FDJ \| + 1 min 35 s \| \| \| 4.º \| Pierre Latour \| Team TotalEnergies \| + 1 min 46 s \| \| \| 5.º \| Thibault Guernalec \| Arkéa-B&B Hotels \| + 1 min 55 s \| \| \| 6.º \| Nicolas Breuillard \| St. Michel-Preference Home-Auber 93 \| + 1 min 56 s \| \| \| 7.º \| Damien Touzé \| Cofidis \| + 2 min 02 s \| \| \| 8.º \| Vincent Van Hemelen \| Team Flanders-Baloise \| + 2 min 20 s \| \| \| 9.º \| Thomas Champion \| St. Michel-Preference Home-Auber 93 \| + 2 min 23 s \| \| \| 10.º \| Fabien Doubey \| Team TotalEnergies \| + 2 min 41 s \| \| |                     |                                     |                  |
| |                     |                                     |                  |
| |                     |                                     |                  |
| Clasificación general |                     |                                     |                  |
| Ciclista | Ciclista            | Equipo                              | Tiempo           |
| 1.º | Kévin Vauquelin     | Arkéa-B&B Hotels                    | 13 h 20 min 40 s |
| 2.º | Dylan Teuns         | Cofidis                             | + 1 min 22 s     |
| 3.º | Kevin Geniets       | Groupama-FDJ                        | + 1 min 35 s     |
| 4.º | Pierre Latour       | Team TotalEnergies                  | + 1 min 46 s     |
| 5.º | Thibault Guernalec  | Arkéa-B&B Hotels                    | + 1 min 55 s     |
| 6.º | Nicolas Breuillard  | St. Michel-Preference Home-Auber 93 | + 1 min 56 s     |
| 7.º | Damien Touzé        | Cofidis                             | + 2 min 02 s     |
| 8.º | Vincent Van Hemelen | Team Flanders-Baloise               | + 2 min 20 s     |
| 9.º | Thomas Champion     | St. Michel-Preference Home-Auber 93 | + 2 min 23 s     |
| 10.º | Fabien Doubey       | Team TotalEnergies                  | + 2 min 41 s     |

### Clasificación de los puntos
| Clasificación por puntos | Clasificación por puntos | Clasificación por puntos            | Clasificación por puntos | Clasificación por puntos |
| Ciclista                 | Ciclista                 | Equipo                              | Puntos                   |                          |
| ------------------------ | ------------------------ | ----------------------------------- | ------------------------ | ------------------------ |
| 1.º                      | Kévin Vauquelin          | Arkéa-B&B Hotels                    | 54 pts                   |                          |
| 2.º                      | Arnaud Démare            | Arkéa-B&B Hotels                    | 40 pts                   |                          |
| 3.º                      | Arnaud De Lie            | Lotto                               | 34 pts                   |                          |
| 4.º                      | Dylan Teuns              | Cofidis                             | 28 pts                   |                          |
| 5.º                      | Paul Penhoët             | Groupama-FDJ                        | 28 pts                   |                          |
| 6.º                      | Kevin Geniets            | Groupama-FDJ                        | 27 pts                   |                          |
| 7.º                      | Rémi Cavagna             | Groupama-FDJ                        | 25 pts                   |                          |
| 8.º                      | Damien Touzé             | Cofidis                             | 24 pts                   |                          |
| 9.º                      | Théo Delacroix           | St. Michel-Preference Home-Auber 93 | 23 pts                   |                          |
| 10.º                     | Thibault Guernalec       | Arkéa-B&B Hotels                    | 20 pts                   |                          |

### Clasificación de la montaña
| Clasificación de la montaña | Clasificación de la montaña | Clasificación de la montaña         | Clasificación de la montaña | Clasificación de la montaña |
| Ciclista                    | Ciclista                    | Equipo                              | Puntos                      |                             |
| --------------------------- | --------------------------- | ----------------------------------- | --------------------------- | --------------------------- |
| 1.º                         | Victor Vercouillie          | Team Flanders-Baloise               | 36 pts                      |                             |
| 2.º                         | Kévin Vauquelin             | Arkéa-B&B Hotels                    | 20 pts                      |                             |
| 3.º                         | Oliver Knight               | Cofidis                             | 12 pts                      |                             |
| 4.º                         | Théo Delacroix              | St. Michel-Preference Home-Auber 93 | 10 pts                      |                             |
| 5.º                         | Dylan Teuns                 | Cofidis                             | 10 pts                      |                             |
| 6.º                         | Thomas Champion             | St. Michel-Preference Home-Auber 93 | 8 pts                       |                             |
| 7.º                         | Valentin Retailleau         | Team TotalEnergies                  | 6 pts                       |                             |
| 8.º                         | Nicolas Breuillard          | St. Michel-Preference Home-Auber 93 | 6 pts                       |                             |
| 9.º                         | Kevin Geniets               | Groupama-FDJ                        | 4 pts                       |                             |
| 10.º                        | Pierre Latour               | Team TotalEnergies                  | 4 pts                       |                             |

### Clasificación de los jóvenes
| Clasificación del mejor joven | Clasificación del mejor joven | Clasificación del mejor joven    | Clasificación del mejor joven | Clasificación del mejor joven |
| Ciclista                      | Ciclista                      | Equipo                           | Tiempo                        |                               |
| ----------------------------- | ----------------------------- | -------------------------------- | ----------------------------- | ----------------------------- |
| 1.º                           | Clément Izquierdo             | Cofidis                          | 13 h 23 min 29 s              |                               |
| 2.º                           | Maxime Decomble               | Équipe continentale Groupama-FDJ | + 1 min 45 s                  |                               |
| 3.º                           | Arnaud De Lie                 | Lotto                            | + 2 min 10 s                  |                               |
| 4.º                           | Sam Maisonobe                 | Cofidis                          | + 2 min 21 s                  |                               |
| 5.º                           | Dylan Vandenstorme            | Team Flanders-Baloise            | + 3 min 34 s                  |                               |
| 6.º                           | Pierre Thierry                | Arkéa-B&B Hotels                 | + 5 min 39 s                  |                               |
| 7.º                           | Ronan Augé                    | CIC U Nantes                     | + 9 min 49 s                  |                               |
| 8.º                           | Baptiste Gillet               | Arkéa-B&B Hôtels Continentale    | + 10 min 45 s                 |                               |
| 9.º                           | Corentin Devroute             | CIC U Nantes                     | + 12 min 59 s                 |                               |
| 10.º                          | Victor Vercouillie            | Team Flanders-Baloise            | + 13 min 27 s                 |                               |

### Clasificación por equipos
| Clasificación por equipos | Clasificación por equipos         | Clasificación por equipos | Clasificación por equipos |
| Equipo                    | Equipo                            | Tiempo                    |                           |
| ------------------------- | --------------------------------- | ------------------------- | ------------------------- |
| 1.º                       | Groupama-FDJ                      | 40 h 08 min 01 s          |                           |
| 2.º                       | Cofidis                           | + 11 s                    |                           |
| 3.º                       | St Michel-Preference Home-Auber93 | + 23 s                    |                           |
| 4.º                       | Team TotalEnergies                | + 1 min 50 s              |                           |
| 5.º                       | Arkéa-B&B Hotels                  | + 1 min 54 s              |                           |
| 6.º                       | Van Rysel-Roubaix                 | + 7 min 22 s              |                           |
| 7.º                       | Team Flanders-Baloise             | + 8 min 01 s              |                           |
| 8.º                       | Nice Métropole Côte d'Azur        | + 16 min 47 s             |                           |
| 9.º                       | CIC U Nantes                      | + 18 min 47 s             |                           |

## Evolución de las clasificaciones
| Etapa                   |                         | Ganador _         | Clasificación general | Puntos          | Montaña             | Jóvenes           | Equipo _                          |
| ----------------------- | ----------------------- | ----------------- | --------------------- | --------------- | ------------------- | ----------------- | --------------------------------- |
| 1.ª etapa               | etapa llana             | Paul Magnier      | Paul Magnier          | Paul Magnier    | Axandre Van Petegem | Paul Magnier      | Red Bull-BORA-hansgrohe           |
| 2.ª etapa               | etapa llana             | Søren Wærenskjold | Paul Magnier          | Paul Magnier    | Axandre Van Petegem | Paul Magnier      | Red Bull-BORA-hansgrohe           |
| 3.ª etapa               | etapa llana             | Arnaud De Lie     | Arnaud De Lie         | Arnaud Démare   | Victor Vercouillie  | Arnaud De Lie     | Team TotalEnergies                |
| 4.ª etapa               | etapa de montaña        | Kévin Vauquelin   | Kévin Vauquelin       | Arnaud Démare   | Victor Vercouillie  | Clément Izquierdo | St Michel-Preference Home-Auber93 |
| 5.ª etapa               | contrarreloj individual | Kévin Vauquelin   | Kévin Vauquelin       | Kévin Vauquelin | Victor Vercouillie  | Clément Izquierdo | Groupama-FDJ                      |
| Clasificaciones finales | Clasificaciones finales |                   | Kévin Vauquelin       | Kévin Vauquelin | Victor Vercouillie  | Clément Izquierdo | Groupama-FDJ                      |

## Ciclistas participantes y posiciones finales[3]
Convenciones:
- AB-N: Abandono en la etapa "N"
- FLT-N: Retiro por llegada fuera del límite de tiempo en la etapa "N"
- NTS-N: No tomó la salida para la etapa "N"
- DES-N: Descalificado o expulsado en la etapa "N"

## UCI World Ranking
La Estrella de Bessèges otorgó puntos para el UCI World Ranking para corredores de los equipos en las categorías UCI WorldTeam, UCI ProTeam y Continental. Las siguientes tablas son el baremo de puntuación y los diez corredores que obtuvieron más puntos:
| Posición              | 1.º | 2.º | 3.º | 4.º | 5.º | 6.º | 7.º | 8.º | 9.º | 10.º | 11.º | 12.º | 13.º-15.º | 16.º-25.º |
| Clasificación general | 125 | 85  | 70  | 60  | 50  | 40  | 35  | 30  | 25  | 20   | 15   | 10   | 5         | 3         |
| Por etapa             | 14  | 5   | 3   |     |     |     |     |     |     |      |      |      |           |           |
| Líder                 | 3   |     |     |     |     |     |     |     |     |      |      |      |           |           |

| Clasificación |                     |                                      |         |       |       |       |
| Posición      | Ciclista            | Equipo                               | General | Etapa | Líder | Total |
| ------------- | ------------------- | ------------------------------------ | ------- | ----- | ----- | ----- |
| 1.º           | Kévin Vauquelin     | Arkéa-B&B Hotels                     | 125     | 28    | 3     | 156   |
| 2.º           | Dylan Teuns         | Cofidis                              | 85      | 3     | -     | 88    |
| 3.º           | Kevin Geniets       | Groupama-FDJ                         | 70      | -     | -     | 70    |
| 4.º           | Pierre Latour       | TotalEnergies                        | 60      | -     | -     | 60    |
| 5.º           | Thibault Guernalec  | Arkéa-B&B Hotels                     | 50      | -     | -     | 50    |
| 6.º           | Nicolas Breuillard  | Saint Michel-PREFERENCE HOME-Auber93 | 40      | 3     | -     | 43    |
| 7.º           | Damien Touzé        | Cofidis                              | 35      | -     | -     | 35    |
| 8.º           | Vincent Van Hemelen | Flanders-Baloise                     | 30      | -     | -     | 30    |
| 9.º           | Thomas Champion     | Saint Michel-PREFERENCE HOME-Auber93 | 25      | 5     | -     | 30    |
| 10.º          | Paul Magnier        | Soudal Quick-Step                    | -       | 17    | 6     | 23    |